# Arthur Kickton
Arthur Max Archilles Kickton (ur. 28 maja 1861 w Kwidzynie, zm. 22 kwietnia 1944 w Neubabelsbergu, w Poczdamie) – niemiecki architekt.

## Życiorys

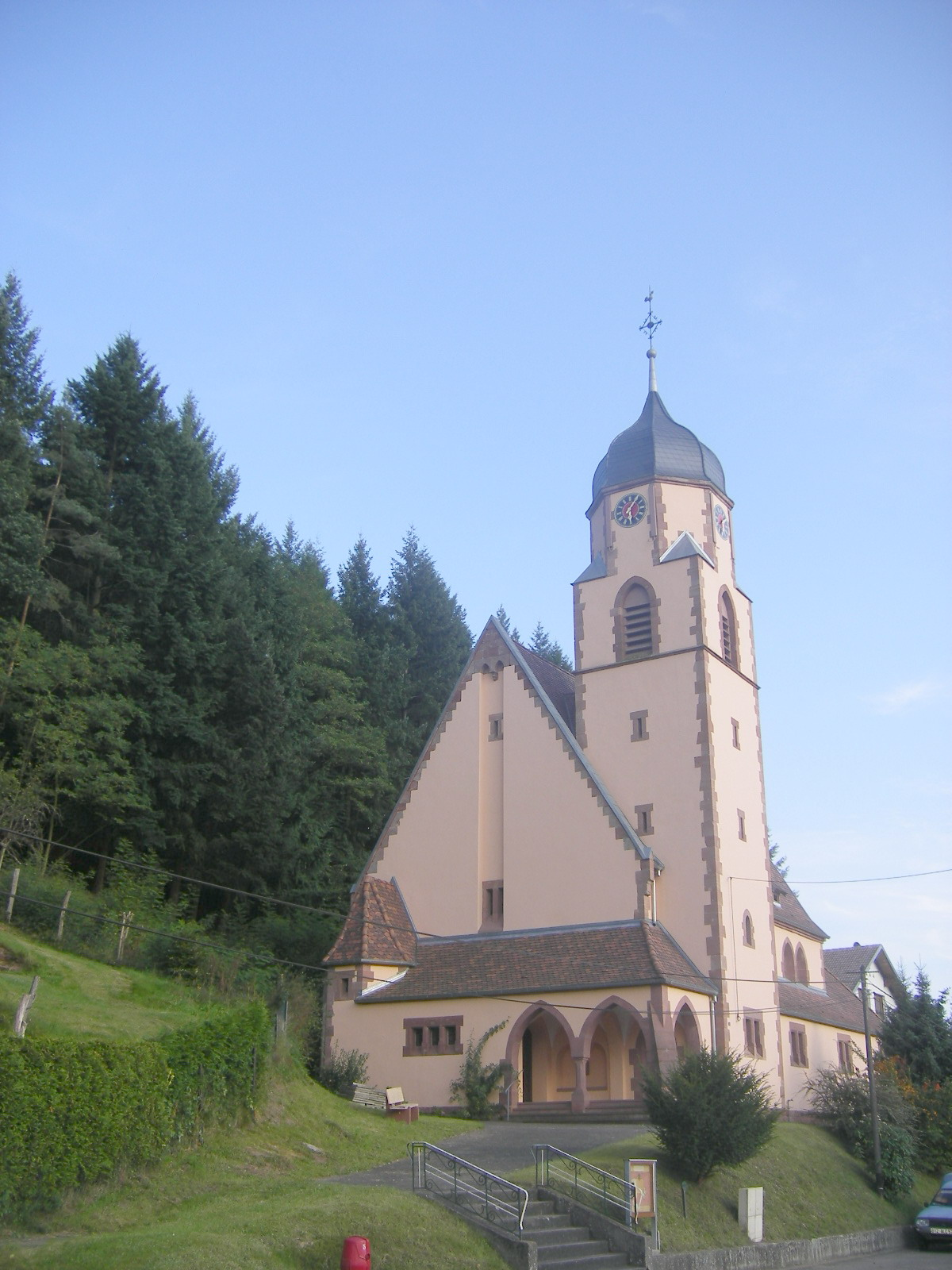
Kościół w Philippsbourgu

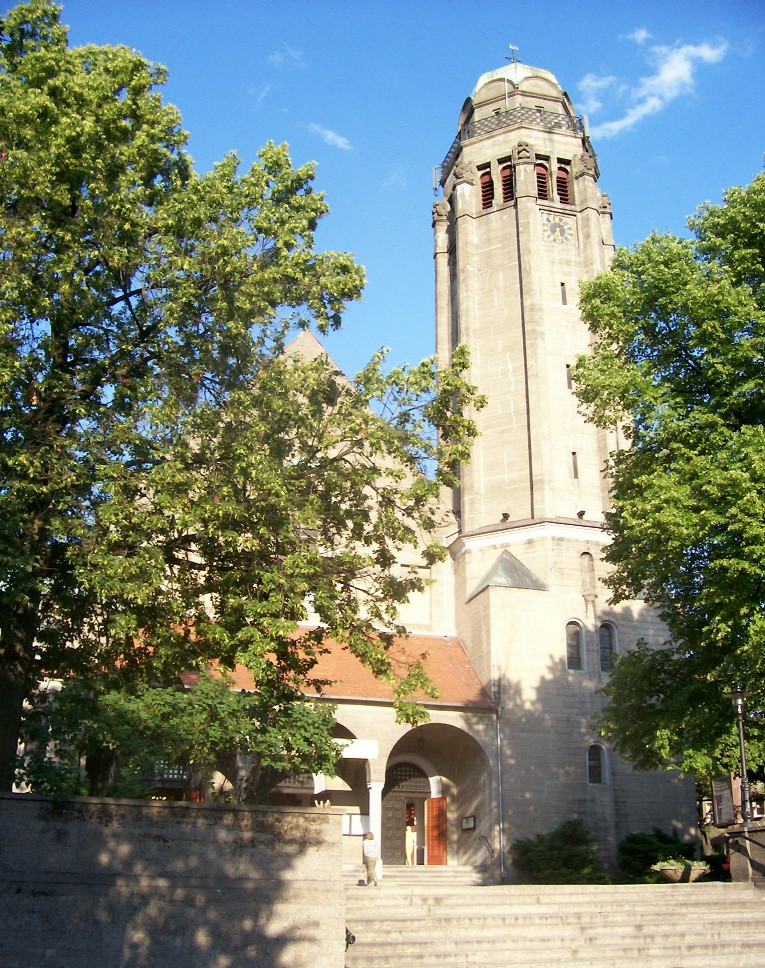
Kościół śś. Piotra i Pawła w Opolu

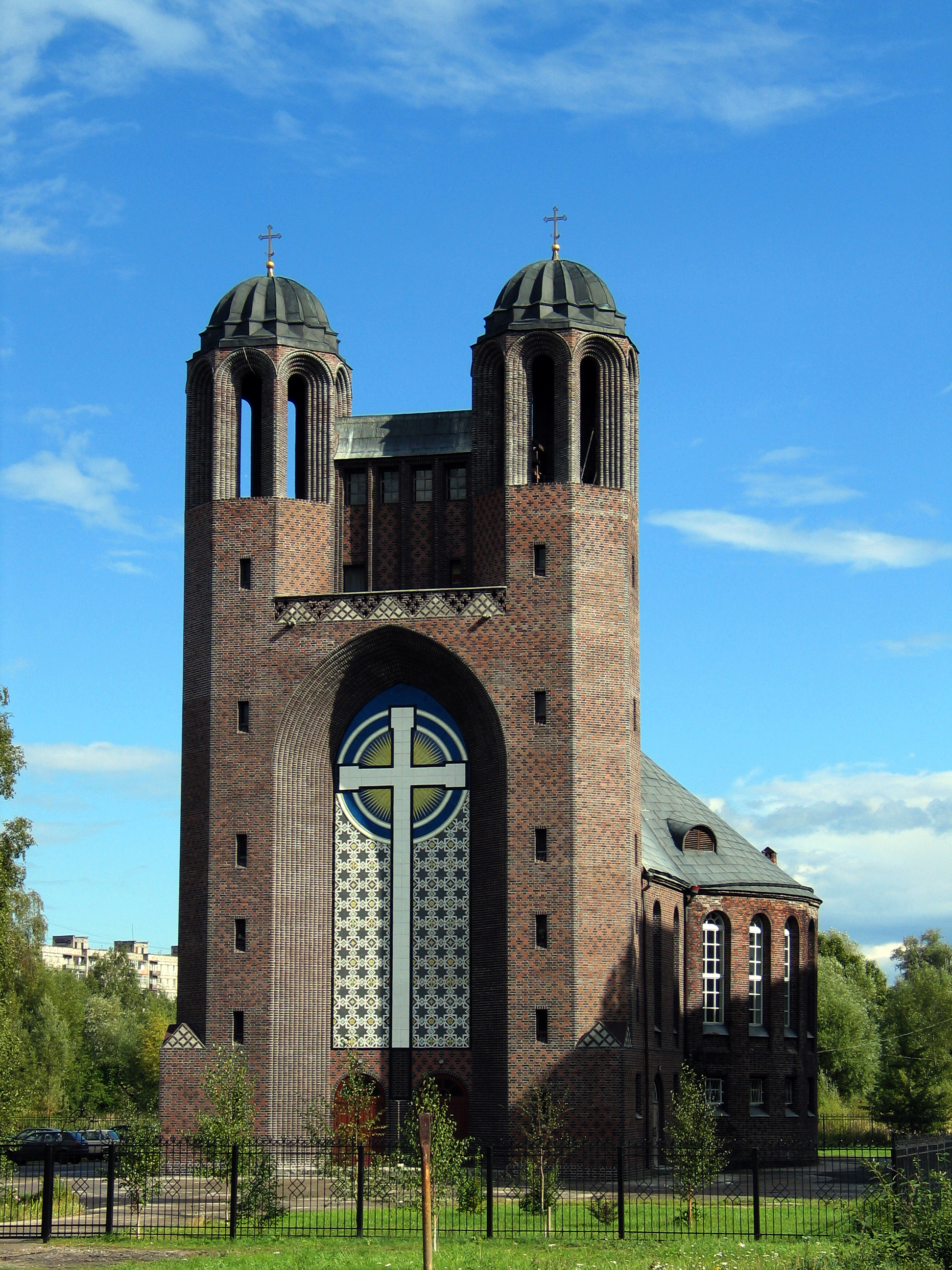
Dawny kościół św. Krzyża w Królewcu

Był synem leśniczego książąt Hohenlohe, Carla Adolfa Ewalda Kicktona. Studiował na Politechnice w Charlottenburgu i po jej ukończeniu został zatrudniony w pruskim Ministerstwie Robót Publicznych (niem. Ministerium der öffentlichen Arbeiten) w Berlinie. Z ramienia ministerstwa kierował pracami budowlanymi w zamku malborskim w 1889. W 1893 został rządowym radcą budowlanym (niem. Regierungsbaumeister) w biurze technicznym oddziału budowlanego ministerstwa. W latach 1896–1903 kierował budową wielu kościołów. Za zasługi związane ze wznoszeniem Kaiserin-Augusta-Stiftung w Poczdamie, szkoły z internatem dla panien z "wyższych sfer", został odznaczony przez cesarza Wilhelma II orderem Czerwonego Orła IV klasy. 23 maja 1901 został członkiem Towarzystwa Architektów (niem. Architekten-Verein) w Berlinie. Otrzymał złoty medal na wystawie światowej w St. Louis (1904). Był inspektorem budowlanym i referentem w swoim ministerstwie. W latach 1910–1913 decernentem budowlanym rejencji poznańskiej, a w latach 1913–1915 rejencji poczdamskiej. W 1915 został referentem do spraw budownictwa kościelnego w Prusach.
Jednocześnie, od 1906 jako docent prywatny wykładał ochronę i konserwację zabytków na Politechnice Berlińskiej i w 1918 został jej senatorem honorowym. W 1916 został mianowany tajnym radcą budowlanym. Od 1917 był honorowym członkiem urzędu do spraw państwowych egzaminów budowlanych. Od 1919 członek zwyczajny Berlińskiej Akademii Budowlanej (niem. Berliner Bauakademie), a od 1939 członek nadzwyczajny. Od 1920 tajny nadradca budowlany (niem. Geheimes Oberbaurat).
W latach 1918–1926 zajmował się odbudową kościołów w Prusach Wschodnich zniszczonych podczas I wojny światowej. W tym samym czasie prezentował na wystawach projekty polichromii architektonicznych. W 1926 przeszedł w stan spoczynku.
Z żoną Magdaleną, poślubioną w 1893, miał troje dzieci. Córka Erika Kickton (1896–1967) była kompozytorką, teoretykiem muzyki i pisarką.

## Publikacje
- Die Marienburg. „Die Denkmalpflege”, 1921–1922. (niem.).brak numeru strony

## Dzieła
- 1931 – kościół św. Barbary w Bytomiu
- 1930–1933 – ewangelicki kościół św. Krzyża (niem. Kreuzkirche) w Królewcu
- 1925 – odbudowa kościoła ewangelickiego w Alemborku
- 1924 – kościół katolicki w Geisleden (Turyngia), projekt z wykorzystaniem starszego prezbiterium
- 1924–1926 – kościół w Kalinowie
- 1923–1926 – kościół Świętych Apostołów Piotra i Pawła w Opolu
- 1913–1916 – ewangelicki kościół dworski w Kadynach (niezachowany)
- 1913 (renowacja); 1922–1923 (odbudowa) – kościół ewangelicki w Pisanicy
- 1911 – kościół ewangelicki w Philippsbourgu (Lotaryngia)
- 1910–1913 – kościół św. Pawła we Wrocławiu i dom parafialny we Wrocławiu
- 1902–1903 – kościół w Bornim (obecnie Poczdam), projekt Ludwiga von Tiedemanna, kierownictwo prac budowlanych i projekt wnętrza
- 1901–1902 – Kaiserin-Augusta-Stift w Poczdamie, projekt według szkicu Lothara Krügera i prace budowlane
- przebudowa kościoła ewangelickiego w Nowem
- 1898–1899 – projekt wnętrz kościoła Betlejemskiego (niem. Bethlehemkirche) w Poczdamie
- 1896–1898 – kościół Zbawiciela (niem. Erlöserkirche) w Poczdamie, projekt Gotthilf Ludwig Möckel, prace budowlane